# Josef Riegler (Rollstuhltennisspieler)
Josef Riegler (* 16. Juni 1975 in Scheibbs) ist ein österreichischer Rollstuhltennisspieler.

## Karriere
Josef Riegler ist seit einem Unfall im Jahr 2001 querschnittgelähmt. Zum Rollstuhltennis kam er 2005: Er besuchte ein Rehabilitationszentrum, an dem gerade Alex Antonitsch und Martin Legner diese Sportart vorstellten und war sofort begeistert. Er spielt seit 2007 auf der ITF-Tour und konnte zahlreiche Turniere niedrigerer Kategorie im Einzel oder Doppel gewinnen, sein bevorzugter Belag ist Sand. Riegler ist mehrfacher Staatsmeister im Einzel und Doppel.
Seit 2014 tritt er regelmäßig beim World Team Cup für Österreich an.
Josef Riegler konnte sich zweimal für Paralympische Spiele qualifizieren. 2021 in Tokio traf er in der ersten Runde auf den Niederländer Ruben Spaargaren, dem er klar unterlag. In der Doppelkonkurrenz spielte er mit Martin Legner zusammen; das Auftaktmatch bestritten sie gegen Im Ho-won und Oh Sang-ho, die Südkoreaner konnten in zwei Sätzen gewinnen. Bei den Spielen 2024 in Paris gab es im Achtelfinale ein Wiedersehen: Riegler und Nico Langmann standen Im Ho-won und Han Sung-bong gegenüber – erneut hatten die Asiaten das bessere Ende für sich und zogen ungefährdet in das Viertelfinale ein. Im Einzel war Josef Riegler in der ersten Runde gegen Suresh Dharmasena ohne Chance, der Spieler aus Sri Lanka siegte deutlich in zwei Sätzen.